# Journey (Band)/Diskografie
Diese Diskografie ist eine Übersicht über die musikalischen Werke der US-amerikanischen Rockband Journey. Den Schallplattenauszeichnungen zufolge hat sie bisher mehr als 112,3 Millionen Tonträger verkauft, davon alleine in ihrer Heimat über 103,1 Millionen. Ihre erfolgreichste Veröffentlichung ist die Single Don’t Stop Believin’ mit über 25,9 Millionen verkauften Einheiten.

## Alben

### Studioalben
| Jahr | Titel Musiklabel                            | Höchstplatzierung, Gesamtwochen, AuszeichnungChartplatzierungen (Jahr, Titel, Musiklabel, Platzierungen, Wochen, Auszeichnungen, Anmerkungen) | Höchstplatzierung, Gesamtwochen, AuszeichnungChartplatzierungen (Jahr, Titel, Musiklabel, Platzierungen, Wochen, Auszeichnungen, Anmerkungen) | Höchstplatzierung, Gesamtwochen, AuszeichnungChartplatzierungen (Jahr, Titel, Musiklabel, Platzierungen, Wochen, Auszeichnungen, Anmerkungen) | Höchstplatzierung, Gesamtwochen, AuszeichnungChartplatzierungen (Jahr, Titel, Musiklabel, Platzierungen, Wochen, Auszeichnungen, Anmerkungen) | Höchstplatzierung, Gesamtwochen, AuszeichnungChartplatzierungen (Jahr, Titel, Musiklabel, Platzierungen, Wochen, Auszeichnungen, Anmerkungen) | Anmerkungen                                                  |
| Jahr | Titel Musiklabel                            | DE | AT | CH | UK | US | Anmerkungen                                                  |
| ---- | ------------------------------------------- | --- | --- | --- | --- | --- | ------------------------------------------------------------ |
| 1975 | Journey Columbia Records (CBS)              | — | — | — | — | US138 (9 Wo.)US | Erstveröffentlichung: 1. April 1975                          |
| 1976 | Look into the Future Columbia Records (CBS) | — | — | — | — | US100 (15 Wo.)US | Erstveröffentlichung: 1. Januar 1976                         |
| 1977 | Next Columbia Records (CBS)                 | — | — | — | — | US85 (10 Wo.)US | Erstveröffentlichung: 28. Februar 1977                       |
| 1978 | Infinity Columbia Records (CBS)             | — | — | — | — | US21 ×3Dreifachplatin · (123 Wo.)US | Erstveröffentlichung: 20. Januar 1978 Verkäufe: + 3.050.000  |
| 1979 | Evolution Columbia Records (CBS)            | — | — | — | UK100 (1 Wo.)UK | US20 ×3Dreifachplatin · (96 Wo.)US | Erstveröffentlichung: 23. März 1979 Verkäufe: + 3.050.000    |
| 1980 | Departure Columbia Records (CBS)            | — | — | — | — | US8 ×3Dreifachplatin · (57 Wo.)US | Erstveröffentlichung: 29. Februar 1980 Verkäufe: + 3.000.000 |
| 1981 | Escape Columbia Records (CBS)               | DE49 (4 Wo.)DE | — | — | UK32 (16 Wo.)UK | US1 Diamant · (152 Wo.)US | Erstveröffentlichung: 17. Juli 1981 Verkäufe: + 10.330.000   |
| 1983 | Frontiers Columbia Records (CBS)            | DE30 (9 Wo.)DE | — | — | UK6 (7 Wo.)UK | US2 ×6Sechsfachplatin · (85 Wo.)US | Erstveröffentlichung: 1. Februar 1983 Verkäufe: + 6.100.000  |
| 1986 | Raised on Radio Columbia Records (CBS)      | DE53 (9 Wo.)DE | — | CH26 (3 Wo.)CH | UK22 (5 Wo.)UK | US4 ×2Doppelplatin · (67 Wo.)US | Erstveröffentlichung: 21. April 1986 Verkäufe: + 3.050.000   |
| 1996 | Trial by Fire Columbia Records (Sony)       | DE62 (6 Wo.)DE | — | — | UK84 (1 Wo.)UK | US3 Platin · (27 Wo.)US | Erstveröffentlichung: 16. Oktober 1996 Verkäufe: + 1.150.000 |
| 2000 | Arrival Columbia Records (Sony)             | DE75 (2 Wo.)DE | — | — | — | US56 (6 Wo.)US | Erstveröffentlichung: 25. Oktober 2000                       |
| 2005 | Generations Sanctuary Records (Sanctuary)   | DE70 (1 Wo.)DE | — | — | — | US170 (1 Wo.)US | Erstveröffentlichung: 24. August 2005                        |
| 2008 | Revelation Nomota LLC (Nomota)              | DE35 (3 Wo.)DE | — | CH89 (2 Wo.)CH | UK68 (1 Wo.)UK | US5 Platin · (42 Wo.)US | Erstveröffentlichung: 3. Juni 2008                           |
| 2011 | Eclipse Nomota LLC (Nomota)                 | DE14 (3 Wo.)DE | AT56 (1 Wo.)AT | CH24 (3 Wo.)CH | UK33 (1 Wo.)UK | US13 (7 Wo.)US | Erstveröffentlichung: 24. Mai 2011                           |
| 2022 | Freedom BMG (BMG)                           | DE7 (4 Wo.)DE | AT23 (1 Wo.)AT | CH2 (4 Wo.)CH | UK87 (1 Wo.)UK | US88 (1 Wo.)US | Erstveröffentlichung: 8. Juli 2022                           |

grau schraffiert: keine Chartdaten aus diesem Jahr verfügbar

### Livealben
| Jahr | Titel Musiklabel                                            | Höchstplatzierung, Gesamtwochen, AuszeichnungChartplatzierungen (Jahr, Titel, Musiklabel, Platzierungen, Wochen, Auszeichnungen, Anmerkungen) | Höchstplatzierung, Gesamtwochen, AuszeichnungChartplatzierungen (Jahr, Titel, Musiklabel, Platzierungen, Wochen, Auszeichnungen, Anmerkungen) | Höchstplatzierung, Gesamtwochen, AuszeichnungChartplatzierungen (Jahr, Titel, Musiklabel, Platzierungen, Wochen, Auszeichnungen, Anmerkungen) | Höchstplatzierung, Gesamtwochen, AuszeichnungChartplatzierungen (Jahr, Titel, Musiklabel, Platzierungen, Wochen, Auszeichnungen, Anmerkungen) | Höchstplatzierung, Gesamtwochen, AuszeichnungChartplatzierungen (Jahr, Titel, Musiklabel, Platzierungen, Wochen, Auszeichnungen, Anmerkungen) | Anmerkungen                                                 |
| Jahr | Titel Musiklabel                                            | DE | AT | CH | UK | US | Anmerkungen                                                 |
| ---- | ----------------------------------------------------------- | --- | --- | --- | --- | --- | ----------------------------------------------------------- |
| 1981 | Captured Columbia Records (CBS)                             | — | — | — | — | US9 ×2Doppelplatin · (69 Wo.)US | Erstveröffentlichung: 30. Januar 1981 Verkäufe: + 2.000.000 |
| 1988 | Greatest Hits Live Columbia Records (Sony)                  | — | — | — | — | US79 Platin · (7 Wo.)US | Erstveröffentlichung: 23. März 1988 Verkäufe: + 1.000.000   |
| 2019 | Live in Japan 2017: Escape + Frontiers Eagle Vision (UMG)   | DE36 (2 Wo.)DE | — | — | — | — | Erstveröffentlichung: 29. März 2019                         |
| 2022 | Live in Concert at Lollapalooza Frontiers Music (Frontiers) | DE44 (1 Wo.)DE | — | CH40 (1 Wo.)CH | — | — | Erstveröffentlichung: 9. Dezember 2022                      |

grau schraffiert: keine Chartdaten aus diesem Jahr verfügbar
Weitere Livealben
- 2005: Live in Houston 1981: The Escape Tour

### Kompilationen
| Jahr | Titel Musiklabel                                                                | Höchstplatzierung, Gesamtwochen, AuszeichnungChartplatzierungen (Jahr, Titel, Musiklabel, Platzierungen, Wochen, Auszeichnungen, Anmerkungen) | Höchstplatzierung, Gesamtwochen, AuszeichnungChartplatzierungen (Jahr, Titel, Musiklabel, Platzierungen, Wochen, Auszeichnungen, Anmerkungen) | Höchstplatzierung, Gesamtwochen, AuszeichnungChartplatzierungen (Jahr, Titel, Musiklabel, Platzierungen, Wochen, Auszeichnungen, Anmerkungen) | Höchstplatzierung, Gesamtwochen, AuszeichnungChartplatzierungen (Jahr, Titel, Musiklabel, Platzierungen, Wochen, Auszeichnungen, Anmerkungen) | Höchstplatzierung, Gesamtwochen, AuszeichnungChartplatzierungen (Jahr, Titel, Musiklabel, Platzierungen, Wochen, Auszeichnungen, Anmerkungen) | Anmerkungen                                                    |
| Jahr | Titel Musiklabel                                                                | DE | AT | CH | UK | US | Anmerkungen                                                    |
| ---- | ------------------------------------------------------------------------------- | --- | --- | --- | --- | --- | -------------------------------------------------------------- |
| 1979 | In the Beginning Columbia Records (CBS)                                         | — | — | — | — | US152 (8 Wo.)US | Erstveröffentlichung: November 1979                            |
| 1988 | Greatest Hits auch bekannt als: Open Arms: Greatest Hits Columbia Records (CBS) | — | — | — | UK12 Platin · (12 Wo.)UK | US10 ×8Diamant + Achtfachplatin · (… Wo.)US                                                                                                   | Erstveröffentlichung: 15. November 1988 Verkäufe: + 19.115.000 |
| 1992 | Time 3 Columbia Records (Sony)                                                  | — | — | — | — | US90 Gold · (4 Wo.)US | Erstveröffentlichung: 1. Dezember 1992                         |
| 2001 | The Essential Journey Columbia Records (Sony)                                   | — | — | — | — | US47 ×2Doppelplatin · (5 Wo.)US | Erstveröffentlichung: 16. Oktober 2001                         |
| 2009 | Don’t Stop Believin’: The Best of Camden Deluxe (Sony)                          | — | — | — | UK73 Gold · (3 Wo.)UK | — | Erstveröffentlichung: 12. Oktober 2009                         |
| 2011 | Greatest Hits 2 Columbia Records (Sony)                                         | — | — | — | — | US93 (1 Wo.)US | Erstveröffentlichung: 14. Oktober 2011                         |

grau schraffiert: keine Chartdaten aus diesem Jahr verfügbar
Weitere Kompilationen
- 1988: Star-Box
- 1991: The Ballade
- 2001: The Journey Continues

### Soundtracks
- 1980: Dream, After Dream

### EPs
- 1988: Classics
- 2002: Red 13

## Singles
| Jahr | Titel Album                                        | Höchstplatzierung, Gesamtwochen, AuszeichnungChartplatzierungen (Jahr, Titel, Album, Platzierungen, Wochen, Auszeichnungen, Anmerkungen) | Höchstplatzierung, Gesamtwochen, AuszeichnungChartplatzierungen (Jahr, Titel, Album, Platzierungen, Wochen, Auszeichnungen, Anmerkungen) | Höchstplatzierung, Gesamtwochen, AuszeichnungChartplatzierungen (Jahr, Titel, Album, Platzierungen, Wochen, Auszeichnungen, Anmerkungen) | Höchstplatzierung, Gesamtwochen, AuszeichnungChartplatzierungen (Jahr, Titel, Album, Platzierungen, Wochen, Auszeichnungen, Anmerkungen) | Höchstplatzierung, Gesamtwochen, AuszeichnungChartplatzierungen (Jahr, Titel, Album, Platzierungen, Wochen, Auszeichnungen, Anmerkungen) | Anmerkungen |
| Jahr | Titel Album                                        | DE | AT | CH | UK | US | Anmerkungen |
| ---- | -------------------------------------------------- | --- | --- | --- | --- | --- | --- |
| 1974 | Kohoutek Journey                                   | — | — | — | — | — | Erstveröffentlichung: 13. Dezember 1974                                                                                    |
| 1975 | To Play Some Music Journey                         | — | — | — | — | — | Erstveröffentlichung: 13. April 1975                                                                                       |
| 1976 | On a Saturday Nite Look into the Future            | — | — | — | — | — | Erstveröffentlichung: 6. März 1976                                                                                         |
| 1976 | She Makes Me (Feel Alright) Look into the Future   | — | — | — | — | — | Erstveröffentlichung: 23. Juli 1976                                                                                        |
| 1977 | Spaceman Next                                      | — | — | — | — | — | Erstveröffentlichung: 28. Februar 1977                                                                                     |
| 1978 | Wheel in the Sky Infinity                          | — | — | — | — | US57 ×2Doppelplatin · (8 Wo.)US | Erstveröffentlichung: 31. März 1978                                                                                        |
| 1978 | Anytime Infinity                                   | — | — | — | — | US83 (4 Wo.)US | Erstveröffentlichung: Juni 1978                                                                                            |
| 1978 | Lights Infinity                                    | — | — | — | — | US68 ×2Doppelplatin · (17 Wo.)US | Erstveröffentlichung: 20. Juni 1978                                                                                        |
| 1979 | Just the Same Way Evolution                        | — | — | — | — | US58 (8 Wo.)US | Erstveröffentlichung: März 1979                                                                                            |
| 1979 | Lovin’, Touchin’, Squeezin’ Evolution              | — | — | — | — | US16 ×2Doppelplatin · (20 Wo.)US | Erstveröffentlichung: Juni 1979                                                                                            |
| 1979 | Too Late Evolution                                 | — | — | — | — | US70 (4 Wo.)US | Erstveröffentlichung: November 1979                                                                                        |
| 1980 | Any Way You Want It Departure                      | — | — | — | UK— GoldUK | US23 ×4Vierfachplatin · (15 Wo.)US | Erstveröffentlichung: Februar 1980                                                                                         |
| 1980 | Walks Like a Lady Departure                        | — | — | — | — | US32 (13 Wo.)US | Erstveröffentlichung: 23. Mai 1980                                                                                         |
| 1980 | Good Morning Girl / Stay Awhile Departure          | — | — | — | — | US55 (8 Wo.)US | Erstveröffentlichung: 30. Juli 1980                                                                                        |
| 1981 | The Party’s Over (Hopelessly in Love) Captured     | — | — | — | — | US34 (13 Wo.)US | Erstveröffentlichung: Februar 1981                                                                                         |
| 1981 | Who’s Crying Now Escape                            | — | — | — | UK46 (7 Wo.)UK | US4 ×2Doppelplatin · (21 Wo.)US | Erstveröffentlichung: Juli 1981                                                                                            |
| 1981 | Don’t Stop Believin’ Escape                        | DE32 ×2Doppelplatin · (… Wo.)DE | AT24 (… Wo.)AT | CH44 (47 Wo.)CH | UK6 ×6Sechsfachplatin · (120 Wo.)UK | US9 ×8Diamant + Achtfachplatin · (16 Wo.)US                                                                                              | Erstveröffentlichung: Oktober 1981 · US: + Platin (Mastertone), + Gold (Physisch) · in der Schweiz erst 2024 in den Charts |
| 1981 | Open Arms Escape                                   | — | — | — | — | US2 ×4Vierfachplatin · (18 Wo.)US | Erstveröffentlichung: Dezember 1981                                                                                        |
| 1982 | Still They Ride Escape                             | — | — | — | — | US19 (14 Wo.)US | Erstveröffentlichung: Mai 1982                                                                                             |
| 1982 | Stone In Love Escape                               | — | — | — | — | US— PlatinUS | Erstveröffentlichung: 29. Oktober 1982                                                                                     |
| 1983 | Separate Ways (Worlds Apart) Frontiers             | — | — | — | UK95 Silber · (1 Wo.)UK | US8 ×4Vierfachplatin · (17 Wo.)US | Erstveröffentlichung: Januar 1983 in UK erst 2022 in den Charts                                                            |
| 1983 | Faithfully Frontiers                               | — | — | — | — | US12 ×6Sechsfachplatin · (16 Wo.)US | Erstveröffentlichung: April 1983                                                                                           |
| 1983 | After the Fall Frontiers                           | — | — | — | — | US23 (12 Wo.)US | Erstveröffentlichung: Juni 1983                                                                                            |
| 1983 | Send Her My Love Frontiers                         | — | — | — | — | US23 Gold · (15 Wo.)US | Erstveröffentlichung: September 1983                                                                                       |
| 1985 | Only the Young Vision Quest (O.S.T.)               | — | — | — | — | US9 Gold · (16 Wo.)US | Erstveröffentlichung: Januar 1985                                                                                          |
| 1986 | Be Good to Yourself Raised on Radio                | — | — | — | UK90 (2 Wo.)UK | US9 (15 Wo.)US | Erstveröffentlichung: März 1986                                                                                            |
| 1986 | Suzanne Raised on Radio                            | — | — | — | — | US17 (13 Wo.)US | Erstveröffentlichung: Juni 1986                                                                                            |
| 1986 | Girl Can’t Help It Raised on Radio                 | — | — | — | — | US17 Gold · (14 Wo.)US | Erstveröffentlichung: August 1986                                                                                          |
| 1986 | I’ll Be Alright Without You Raised on Radio        | — | — | — | — | US14 Gold · (21 Wo.)US | Erstveröffentlichung: November 1986                                                                                        |
| 1987 | Why Can’t This Night Go on Forever Raised on Radio | — | — | — | — | US60 (12 Wo.)US | Erstveröffentlichung: April 1987                                                                                           |
| 1996 | When You Love a Woman Trial by Fire                | DE78 (9 Wo.)DE | — | — | — | US12 Platin · (22 Wo.)US | Erstveröffentlichung: Juli 1996                                                                                            |
| 1996 | Message of Love Trial by Fire                      | — | — | — | — | — | Erstveröffentlichung: 1996                                                                                                 |
| 2011 | City of Hope Eclipse                               | — | — | — | — | — | Erstveröffentlichung: 4. April 2011                                                                                        |
| 2021 | The Way We Used to Be Freedom                      | — | — | — | — | — | Erstveröffentlichung: 24. Juni 2021                                                                                        |
| 2022 | You Got the Best of Me Freedom                     | — | — | — | — | — | Erstveröffentlichung: 26. April 2022                                                                                       |
| 2022 | Let It Rain Freedom                                | — | — | — | — | — | Erstveröffentlichung: 17. Mai 2022                                                                                         |
| 2022 | Don’t Give Up on Us Freedom                        | — | — | — | — | — | Erstveröffentlichung: 7. Juni 2022                                                                                         |
| 2022 | United We Stand Freedom                            | — | — | — | — | — | Erstveröffentlichung: 4. Juli 2022                                                                                         |

## Videoalben und Musikvideos

### Videoalben
| Jahr | Titel                                  | Höchstplatzierung, Gesamtwochen, AuszeichnungChartplatzierungen (Jahr, Titel, Platzierungen, Wochen, Auszeichnungen, Anmerkungen) | Höchstplatzierung, Gesamtwochen, AuszeichnungChartplatzierungen (Jahr, Titel, Platzierungen, Wochen, Auszeichnungen, Anmerkungen) | Höchstplatzierung, Gesamtwochen, AuszeichnungChartplatzierungen (Jahr, Titel, Platzierungen, Wochen, Auszeichnungen, Anmerkungen) | Höchstplatzierung, Gesamtwochen, AuszeichnungChartplatzierungen (Jahr, Titel, Platzierungen, Wochen, Auszeichnungen, Anmerkungen) | Höchstplatzierung, Gesamtwochen, AuszeichnungChartplatzierungen (Jahr, Titel, Platzierungen, Wochen, Auszeichnungen, Anmerkungen) | Anmerkungen                         |
| Jahr | Titel                                  | DE | AT | CH | UK | US | Anmerkungen                         |
| ---- | -------------------------------------- | --- | --- | --- | --- | --- | ----------------------------------- |
| 2005 | Live in Houston 1981: The Escape Tour  | — | — | — | — | US9 Platin · (… Wo.)US |                                     |
| 2008 | Revelation                             | — | — | — | — | US5 Platin · (… Wo.)US |                                     |
| 2009 | Live in Manila                         | — | — | — | — | US1 (… Wo.)US |                                     |
| 2019 | Live in Japan 2017: Escape + Frontiers | — | — | — | UK6 (11 Wo.)UK | — | Erstveröffentlichung: 29. März 2019 |

Weitere Videoalben
- 1984: Frontiers and Beyond
- 1986: Raised on Radio
- 2001: Journey 2001 Live (US: Platin)
- 2003: Greatest Hits 1977–1997 (US: ×4Vierfachplatin )

### Musikvideos
| Jahr | Titel                        |
| ---- | ---------------------------- |
| 1978 | Wheel in the Sky             |
| 1978 | Feeling That Way             |
| 1978 | Lights                       |
| 1979 | Just the Same Way            |
| 1979 | Lovin’, Touchin’, Squeezin’  |
| 1980 | Any Way You Want It          |
| 1981 | Who’s Crying Now             |
| 1981 | Stone in Love                |
| 1981 | Don’t Stop Believin’         |
| 1982 | Open Arms                    |
| 1983 | Separate Ways (Worlds Apart) |
| 1983 | Faithfully                   |
| 1983 | After the Fall               |
| 1983 | Send Her My Love             |
| 1986 | Be Good to Yourself          |
| 1986 | Girl Can’t Help It           |
| 1986 | I’ll Be Alright Without You  |
| 1996 | When You Love a Woman        |

## Boxsets
- 2011: Greatest Hits 1 and 2

## Promoveröffentlichungen
Promo-Singles
- 1996: Can’t Tame the Lion
- 1996: If He Should Break Your Heart
- 2001: Higher Place

## Statistik

### Chartauswertung
|                     | DE     | AT    | CH    | UK     | US     |
| ------------------- | ------ | ----- | ----- | ------ | ------ |
| Nummer-eins-Alben   | DE—DE  | AT—AT | CH—CH | UK—UK  | US1US  |
| Top-10-Alben        | DE1DE  | AT—AT | CH1CH | UK1UK  | US9US  |
| Alben in den Charts | DE11DE | AT2AT | CH5CH | UK10UK | US22US |

|                       | DE    | AT    | CH    | UK    | US     |
| --------------------- | ----- | ----- | ----- | ----- | ------ |
| Nummer-eins-Singles   | DE—DE | AT—AT | CH—CH | UK—UK | US—US  |
| Top-10-Singles        | DE—DE | AT—AT | CH—CH | UK1UK | US6US  |
| Singles in den Charts | DE2DE | AT1AT | CH1CH | UK4UK | US25US |

|                          | DE    | AT    | CH    | UK    | US    |
| ------------------------ | ----- | ----- | ----- | ----- | ----- |
| Nummer-eins-Videoalben   | DE—DE | AT—AT | CH—CH | UK—UK | US1US |
| Top-10-Videoalben        | DE—DE | AT—AT | CH—CH | UK1UK | US3US |
| Videoalben in den Charts | DE—DE | AT—AT | CH—CH | UK1UK | US3US |

### Auszeichnungen für Musikverkäufe
| Goldene Schallplatte - Japan - 1996: für das Album Trial By Fire - 2010: für die Single Open Arms (Mobile Downloads) - 2014: für das Album Open Arms: Greatest Hits - Kanada - 1980: für das Album Infinity - 1980: für das Album Evolution - 1982: für die Single Open Arms - 1986: für das Album Raised On Radio - 1996: für das Album Trial By Fire - Mexiko - 2014: für die Single Don’t Stop Believin’ - Vereinigte Staaten - 2024: für das Lied Feeling That Way | Platin-Schallplatte - Irland - 2007: für das Album Greatest Hits - Italien - 2019: für die Single Don’t Stop Believin’ - Kanada - 1983: für das Album Frontiers 2× Platin-Schallplatte - Dänemark - 2023: für die Single Don’t Stop Believin’ - Neuseeland - 2025: für das Album Escape - Spanien - 2024: für die Single Don’t Stop Believin’ | 3× Platin-Schallplatte - Kanada - 1983: für das Album Escape - Portugal - 2024: für die Single Don’t Stop Believin’ 8× Platin-Schallplatte - Kanada - 2025: für das Album Greatest Hits 10× Platin-Schallplatte - Neuseeland - 2025: für die Single Don’t Stop Believin’ 13× Platin-Schallplatte - Australien - 2024: für die Single Don’t Stop Believin’ |

Anmerkung: Auszeichnungen in Ländern aus den Charttabellen bzw. Chartboxen sind in ebendiesen zu finden.
| Land/RegionAuszeichnungen für Musikverkäufe (Land/Region, Auszeichnungen, Verkäufe, Quellen) | Silber  | Gold       | Platin         | Diamant     | Verkäufe    | Quellen              |
| -------------------------------------------------------------------------------------------- | ------- | ---------- | -------------- | ----------- | ----------- | -------------------- |
| Australien (ARIA)                                                                            | —       | —          | 13× Platin13   | —           | 910.000     | aria.com.au          |
| Dänemark (IFPI)                                                                              | —       | —          | 2× Platin2     | —           | 180.000     | ifpi.dk              |
| Deutschland (BVMI)                                                                           | —       | —          | 2× Platin2     | —           | 1.200.000   | musikindustrie.de    |
| Irland (IRMA)                                                                                | —       | —          | Platin1        | —           | 15.000      | irishcharts.ie       |
| Italien (FIMI)                                                                               | —       | —          | Platin1        | —           | 50.000      | fimi.it              |
| Japan (RIAJ)                                                                                 | —       | 3× Gold3   | —              | —           | 300.000     | riaj.or.jp JP2       |
| Kanada (MC)                                                                                  | —       | 5× Gold5   | 12× Platin12   | —           | 1.450.000   | musiccanada.com      |
| Mexiko (AMPROFON)                                                                            | —       | Gold1      | —              | —           | 30.000      | amprofon.com.mx      |
| Neuseeland (RMNZ)                                                                            | —       | —          | 12× Platin12   | —           | 330.000     | radioscope.co.nz NZ2 |
| Portugal (AFP)                                                                               | —       | —          | 3× Platin3     | —           | 30.000      | Einzelnachweise      |
| Spanien (Promusicae)                                                                         | —       | —          | 2× Platin2     | —           | 120.000     | elportaldemusica.es  |
| Vereinigte Staaten (RIAA)                                                                    | —       | 7× Gold7   | 76× Platin76   | 3× Diamant3 | 103.100.000 | riaa.com             |
| Vereinigtes Königreich (BPI)                                                                 | Silber1 | 2× Gold2   | 7× Platin7     | —           | 4.600.000   | bpi.co.uk            |
| Insgesamt                                                                                    | Silber1 | 18× Gold18 | 131× Platin131 | 3× Diamant3 |             |                      |